# Крістіан Еріксен
Крістіан Даннеманн Еріксен (дан. Christian Dannemann Eriksen, нар. 14 лютого 1992, Міддельфарт, Данія) — данський футболіст, півзахисник клубу «Манчестер Юнайтед». Гравець національної збірної Данії.

## Клубна кар'єра
Вихованець юнацьких команд данських футбольних клубів «Міддельфарт» та «Оденсе», а також нідерландського «Аякса».
У дорослому футболі дебютував 2010 року виступами за команду клубу «Аякс».
У серпні 2013 року перейшов в лондонський «Тоттенгем Готспур». Сума трансферу склала 13,5 млн євро.
На початку 2020 року Еріксен за 20 мільйонів євро перейшов до міланського «Інтера».
4 липня 2022 стало відомо, що Еріксен погодив трирічний контракт із «Манчестер Юнайтед».

## Виступи за збірні
2007 року дебютував у складі юнацької збірної Данії, взяв участь у 35 іграх на юнацькому рівні, відзначившись 11 забитими голами.
Протягом 2011 року залучався до складу молодіжної збірної Данії. На молодіжному рівні зіграв у 3 офіційних матчах, забив 1 гол.
2010 року дебютував в офіційних матчах у складі національної збірної Данії. Наразі провів у формі головної команди країни 61 матч, забивши 9 голів.
У складі збірної був учасником чемпіонату світу 2010 року у ПАР, де виходив на поле у двох матчах групового етапу. За два роки був основним гравцем данців на Євро-2012.
Згодом данська збірна пропустила декілька великих турнірів, не подолавши кваліфікаційні раунди. Під час відбору на чемпіонат світу 2018 Еріксен став автором 8 із 20 голів своєї команди, допомігши їй пробитися до фінальної частини турніру. На мундіалі гравець забив гол у ворота австралійців, принісши нічию у грі групового етапу, загалом же данці виступили досить вдало, завершивши боротьбу на стадії 1/8 фіналу, лише у серії пенальті поступившись майбутнім віцечемпіонам світу хорватам.
Під час матчу Євро-2020 проти збірної Фінляндії у Крістіана зупинилося серце, лікарі встигли реанімувати його на полі, зробивши дефібриляцію серця.
| Дата       | Місто              | Господарі            | Результат               | Гості       | Турнір                               | Голи | Примітки |
| ---------- | ------------------ | -------------------- | ----------------------- | ----------- | ------------------------------------ | ---- | -------- |
| 3-3-2010   | Відень             | Австрія              | 2 – 1                   | Данія       | товариський матч                     | -    | 57'      |
| 27-5-2010  | Ольборг            | Данія                | 2 – 0                   | Сенегал     | товариський матч                     | -    | 72'      |
| 1-6-2010   | Йоганнесбург       | Австралія            | 1 – 0                   | Данія       | товариський матч                     | -    | 46'      |
| 14-6-2010  | Йоганнесбург       | Нідерланди           | 2 – 0                   | Данія       | ЧС 2010 - 1-й етап                   | -    | 73'      |
| 24-6-2010  | Рустенбург         | Данія                | 1 – 3                   | Японія      | ЧС 2010 - 1-й етап                   | -    | 63'      |
| 11-8-2010  | Копенгаген         | Данія                | 2 – 2                   | Німеччина   | товариський матч                     | -    |          |
| 7-9-2010   | Копенгаген         | Данія                | 1 – 0                   | Ісландія    | Відбір до ЧЄ 2012                    | -    | 56'      |
| 8-10-2010  | Порту              | Португалія           | 3 – 1                   | Данія       | Відбір до ЧЄ 2012                    | -    | 58'      |
| 12-10-2010 | Копенгаген         | Данія                | 2 – 0                   | Кіпр        | Відбір до ЧЄ 2012                    | -    | 65'      |
| 17-11-2010 | Орхус              | Данія                | 0 – 0                   | Чехія       | товариський матч                     | -    | 76'      |
| 9-2-2011   | Копенгаген         | Данія                | 1 – 2                   | Англія      | товариський матч                     | -    |          |
| 26-3-2011  | Осло               | Норвегія             | 1 – 1                   | Данія       | Відбір до ЧЄ 2012                    | -    |          |
| 29-3-2011  | Трнава             | Словаччина           | 1 – 2                   | Данія       | товариський матч                     | -    | 61'      |
| 4-6-2011   | Рейк'явік          | Ісландія             | 0 – 2                   | Данія       | Відбір до ЧЄ 2012                    | 1    |          |
| 10-8-2011  | Глазго             | Шотландія            | 2 – 1                   | Данія       | товариський матч                     | 1    |          |
| 6-9-2011   | Копенгаген         | Данія                | 2 – 0                   | Норвегія    | Відбір до ЧЄ 2012                    | -    |          |
| 7-10-2011  | Нікосія            | Кіпр                 | 1 – 4                   | Данія       | Відбір до ЧЄ 2012                    | -    |          |
| 11-10-2011 | Копенгаген         | Данія                | 2 – 1                   | Португалія  | Відбір до ЧЄ 2012                    | -    |          |
| 11-11-2011 | Копенгаген         | Данія                | 2 – 0                   | Швеція      | товариський матч                     | -    | 57'      |
| 15-11-2011 | Есб'єрг            | Данія                | 2 – 1                   | Фінляндія   | товариський матч                     | -    | 70'      |
| 29-2-2012  | Копенгаген         | Данія                | 0 – 2                   | Росія       | товариський матч                     | -    | 67'      |
| 26-5-2012  | Гамбург            | Данія                | 1 – 3                   | Бразилія    | товариський матч                     | -    | 62'      |
| 2-6-2012   | Копенгаген         | Данія                | 2 – 0                   | Австралія   | товариський матч                     | -    | 46'      |
| 9-6-2012   | Харків             | Нідерланди           | 0 – 1                   | Данія       | ЧЄ 2012 - 1-й етап                   | -    | 74'      |
| 13-6-2012  | Львів              | Данія                | 2 – 3                   | Португалія  | ЧЄ 2012 - 1-й етап                   | -    |          |
| 17-6-2012  | Львів              | Данія                | 1 – 2                   | Німеччина   | ЧЄ 2012 - 1-й етап                   | -    |          |
| 15-8-2012  | Оденсе             | Данія                | 1 – 3                   | Словаччина  | товариський матч                     | -    | 46'      |
| 8-9-2012   | Копенгаген         | Данія                | 0 – 0                   | Чехія       | Відбір до ЧС 2014                    | -    |          |
| 12-10-2012 | Софія (місто)      | Болгарія             | 1 – 1                   | Данія       | Відбір до ЧС 2014                    | -    | 90+2'    |
| 16-10-2012 | Мілан              | Італія               | 3 – 1                   | Данія       | Відбір до ЧС 2014                    | -    |          |
| 14-11-2012 | Стамбул            | Туреччина            | 1 – 1                   | Данія       | товариський матч                     | -    |          |
| 6-2-2013   | Скоп'є             | Північна Македонія   | 3 – 0                   | Данія       | товариський матч                     | -    | 53'      |
| 22-3-2013  | Оломоуць           | Чехія                | 0 – 3                   | Данія       | Відбір до ЧС 2014                    | -    |          |
| 26-3-2013  | Копенгаген         | Данія                | 1 – 1                   | Болгарія    | Відбір до ЧС 2014                    | -    |          |
| 5-6-2013   | Ольборг            | Данія                | 2 – 1                   | Грузія      | товариський матч                     | 1    |          |
| 11-6-2013  | Копенгаген         | Данія                | 0 – 4                   | Вірменія    | Відбір до ЧС 2014                    | -    |          |
| 14-8-2013  | Гданськ            | Польща               | 3 – 2                   | Данія       | товариський матч                     | 1    |          |
| 6-9-2013   | Та-Калі            | Мальта               | 1 – 2                   | Данія       | Відбір до ЧС 2014                    | -    |          |
| 10-9-2013  | Єреван             | Вірменія             | 0 – 1                   | Данія       | Відбір до ЧС 2014                    | -    |          |
| 11-10-2013 | Копенгаген         | Данія                | 2 – 2                   | Італія      | Відбір до ЧС 2014                    | -    |          |
| 15-10-2013 | Копенгаген         | Данія                | 6 – 0                   | Мальта      | Відбір до ЧС 2014                    | -    | 53'      |
| 15-11-2013 | Гернінг            | Данія                | 2 – 1                   | Норвегія    | товариський матч                     | -    | 41'      |
| 22-5-2014  | Дебрецен           | Угорщина             | 2 – 2                   | Данія       | товариський матч                     | 1    |          |
| 28-5-2014  | Копенгаген         | Данія                | 1 – 0                   | Швеція      | товариський матч                     | -    | 51'      |
| 3-9-2014   | Оденсе             | Данія                | 1 – 2                   | Туреччина   | товариський матч                     | -    | 46'      |
| 7-9-2014   | Копенгаген         | Данія                | 2 – 1                   | Вірменія    | Відбір до ЧЄ 2016                    | -    |          |
| 11-10-2014 | Ельбасан           | Албанія              | 1 – 1                   | Данія       | Відбір до ЧЄ 2016                    | -    |          |
| 14-10-2014 | Копенгаген         | Данія                | 0 – 1                   | Португалія  | Відбір до ЧЄ 2016                    | -    | 84'      |
| 14-11-2014 | Белград            | Сербія               | 1 – 3                   | Данія       | Відбір до ЧЄ 2016                    | -    |          |
| 25-3-2015  | Орхус              | Данія                | 3 – 2                   | США         | товариський матч                     | -    | кап. 46' |
| 29-3-2015  | Сент-Етьєн         | Франція              | 2 – 0                   | Данія       | товариський матч                     | -    | 83'      |
| 8-6-2015   | Віборг             | Данія                | 2 – 1                   | Чорногорія  | товариський матч                     | 1    | 81'      |
| 13-6-2015  | Копенгаген         | Данія                | 2 – 0                   | Сербія      | Відбір до ЧЄ 2016                    | -    |          |
| 8-10-2015  | Брага (Португалія) | Португалія           | 1 – 0                   | Данія       | Відбір до ЧЄ 2016                    | -    | 43' 82'  |
| 11-10-2015 | Копенгаген         | Данія                | 1 – 2                   | Франція     | товариський матч                     | -    | 61'      |
| 14-11-2015 | Стокгольм          | Швеція               | 2 – 1                   | Данія       | Відбір до ЧЄ 2016                    | -    |          |
| 17-11-2015 | Копенгаген         | Данія                | 2 – 2                   | Швеція      | Відбір до ЧЄ 2016                    | -    |          |
| 24-3-2016  | Гернінг            | Данія                | 2 – 1                   | Ісландія    | товариський матч                     | -    | 62'      |
| 29-3-2016  | Глазго             | Шотландія            | 1 – 0                   | Данія       | товариський матч                     | -    | 81'      |
| 3-6-2016   | Toyota             | Боснія і Герцеговина | 2 – 2 (4 – 3 п.п.)      | Данія       | Kirin Cup                            | -    |          |
| 7-6-2016   | Суйта              | Данія                | 4 – 0                   | Болгарія    | Kirin Cup                            | 3    | 86'      |
| 31-8-2016  | Горсенс            | Данія                | 5 – 0                   | Ліхтенштейн | товариський матч                     | -    |          |
| 4-9-2016   | Копенгаген         | Данія                | 1 – 0                   | Вірменія    | Відбір до ЧС 2018                    | 1    |          |
| 8-10-2016  | Варшава            | Польща               | 3 – 2                   | Данія       | Відбір до ЧС 2018                    | -    | 62'      |
| 11-10-2016 | Копенгаген         | Данія                | 0 – 1                   | Чорногорія  | Відбір до ЧС 2018                    | -    |          |
| 11-11-2016 | Копенгаген         | Данія                | 4 – 1                   | Казахстан   | Відбір до ЧС 2018                    | 2    |          |
| 26-3-2017  | Клуж-Напока        | Румунія              | 0 – 0                   | Данія       | Відбір до ЧС 2018                    | -    |          |
| 6-6-2017   | Брондбю            | Данія                | 1 – 1                   | Німеччина   | товариський матч                     | 1    | кап. 65' |
| 10-6-2017  | Нур-Султан         | Казахстан            | 1 – 3                   | Данія       | Відбір до ЧС 2018                    | 1    |          |
| 1-9-2017   | Копенгаген         | Данія                | 4 – 0                   | Польща      | Відбір до ЧС 2018                    | 1    |          |
| 4-9-2017   | Єреван             | Вірменія             | 1 – 4                   | Данія       | Відбір до ЧС 2018                    | 1    |          |
| 5-10-2017  | Подгориця          | Чорногорія           | 0 – 1                   | Данія       | Відбір до ЧС 2018                    | 1    |          |
| 8-10-2017  | Копенгаген         | Данія                | 1 – 1                   | Румунія     | Відбір до ЧС 2018                    | 1    |          |
| 11-11-2017 | Копенгаген         | Данія                | 0 – 0                   | Ірландія    | Відбір до ЧС 2018                    | -    |          |
| 14-11-2017 | Дублін             | Ірландія             | 1 – 5                   | Данія       | Відбір до ЧС 2018                    | 3    |          |
| 22-3-2018  | Брондбю            | Данія                | 1 – 0                   | Панама      | товариський матч                     | -    | 64'      |
| 27-3-2018  | Ольборг            | Данія                | 0 – 0                   | Чилі        | товариський матч                     | -    | 64'      |
| 9-6-2018   | Брондбю            | Данія                | 2 – 0                   | Мексика     | товариський матч                     | 1    | 90'      |
| 16-6-2018  | Саранськ           | Перу                 | 0 – 1                   | Данія       | ЧС 2018 - 1-й етап                   | -    |          |
| 21-6-2018  | Самара             | Данія                | 1 – 1                   | Австралія   | ЧС 2018 - 1-й етап                   | 1    |          |
| 26-6-2018  | Москва             | Данія                | 0 – 0                   | Франція     | ЧС 2018 - 1-й етап                   | -    |          |
| 1-7-2018   | Нижній Новгород    | Хорватія             | 1 – 1 д.ч. (3 – 2 п.п.) | Данія       | ЧС 2018 - 1/8 фіналу                 | -    |          |
| 9-9-2018   | Орхус              | Данія                | 2 – 0                   | Уельс       | Ліга націй УЄФА 2018-2019 - 1-й етап | 2    |          |
| 16-11-2018 | Кардіфф            | Уельс                | 1 – 2                   | Данія       | Ліга націй УЄФА 2018-2019 - 1-й етап | -    | кап.     |
| 19-11-2018 | Орхус              | Данія                | 0 – 0                   | Ірландія    | Ліга націй УЄФА 2018-2019 - 1-й етап | -    | кап. 46' |
| 21-3-2019  | Приштина           | Косово               | 2 – 2                   | Данія       | товариський матч                     | 1    | 60'      |
| 26-3-2019  | Базель             | Швейцарія            | 3 – 3                   | Данія       | Відбір до ЧЄ 2020                    | -    |          |
| 7-6-2019   | Копенгаген         | Данія                | 1 – 1                   | Ірландія    | Відбір до ЧЄ 2020                    | -    |          |
| 10-6-2019  | Копенгаген         | Данія                | 5 – 1                   | Грузія      | Відбір до ЧЄ 2020                    | 1    |          |
| 5-9-2019   | Гібралтар          | Гібралтар            | 0 – 6                   | Данія       | Відбір до ЧЄ 2020                    | 2    |          |
| 8-9-2019   | Тбілісі            | Грузія               | 0 – 0                   | Данія       | Відбір до ЧЄ 2020                    | -    |          |
| 12-10-2019 | Копенгаген         | Данія                | 1 – 0                   | Швейцарія   | Відбір до ЧЄ 2020                    | -    |          |
| 15-10-2019 | Ольборг            | Данія                | 4 – 0                   | Люксембург  | товариський матч                     | -    | 46'      |
| 15-11-2019 | Копенгаген         | Данія                | 6 – 0                   | Гібралтар   | Відбір до ЧЄ 2020                    | 2    |          |
| 18-11-2019 | Дублін             | Ірландія             | 1 – 1                   | Данія       | Відбір до ЧЄ 2020                    | -    |          |
| Усього     |                    | Матчів (9 місце)     | 95                      |             | Голів (7 місце)                      | 31   |          |

## Досягнення

### Командні

#### «Аякс»
- Чемпіон Нідерландів (3): 2010-11, 2011-12, 2012-13
- Володар Кубка Нідерландів з футболу (1): 2009-10
- Володар Суперкубка Нідерландів з футболу (1): 2013

#### «Тоттенгем Готспур»
- Фіналіст Ліги чемпіонів (1): 2018-19

#### «Інтернаціонале»
- Чемпіон Італії (1): 2020-21

#### «Манчестер Юнайтед»
- Володар Кубка Футбольної ліги (1): 2023
- Володар Кубка Англії (1): 2023-24

### Індивідуальні
- Гравець року в Данії: 2012
- Данський футбольний талант року: 2010
- Данія U-17 талант року: 2008
- Данський талант року: 2010